# Amores perros
Amores perros (v češtině také jako Láska je kurva) je mexický film z roku 2000, který režíroval Alejandro González Iñárritu a v jedné z hlavních rolí se poprvé na filmovém plátně představil herec Gael García Bernal. Film byl v roce 2001 nominován na Oscara za Nejlepší zahraniční film.

## Příběh
Film se odehrává v Mexico City a vypráví tři příběhy navzájem spojené automobilovou nehodou a různou podobou lidské lásky ke psům (jak naznačuje název filmu).

### Octavio a Susana
V hlavních rolích Gael García Bernal a Vanessa Bauche.
Octavio, beznadějně zamilovaný do bratrovy manželky Susany, potřebuje nutně peníze, aby mohl se Susanou odejít. Pouští se proto se svým psem Coffim do psích zápasů.

### Daniel a Valeria
V hlavních rolích Álvaro Guerrero a Goya Toledo.
Úspěšný vydavatel Daniel opouští svou rodinu, aby mohl žít se supermodelkou Valerií. Ta se však vážně zraní při nehodě způsobenou Octaviovým vozem a proto se již nemůže věnovat modelingu. Jejich vztah se postupně hroutí pod náporem Valeriininy obsesivní lásky k pejskovi Ritchiemu, který zmizel v rozbité podlaze nového bytu.

### El Chivo a Maru
V hlavní roli Emilio Echevarría.
El Chivo, muž, který žije převážně na ulici a společnost mu dělají toulaví psi, si obstarává peníze jako nájemný vrah. Při srážce Valeriina a Octaviova auta zachraňuje Cofiho.